# Burg Linzenich
Die Burg Linzenich ist eine Wasserburg in Linzenich, einem Stadtteil von Zülpich im Kreis Euskirchen in Nordrhein-Westfalen.
1357 wird die Burg erstmals genannt, als ein Teyle von Linzenich, ein sogenannter Ortsadliger, erwähnt wird. Am Anfang des 15. Jahrhunderts wird Werner von Merode Besitzer. Er verkauft den „vreyen hoff“ 1421 an Margaretha von Ellerborn, eine geborene Merode. Das Anwesen war damals also zehnt- und steuerfrei, besaß aber kein Burgrecht. 1472 wurden die von Colyn als Herren erwähnt, die 1642 mit dem letzten Besitzer Bonifacius Colyn dem Jüngeren, dem Sohn des Bürgermeisters der Reichsstadt Aachen, Bonifacius Colyn, ausstarben. Im gleichen Jahr wurde das Anwesen im Dreißigjährigen Krieg völlig zerstört. Im Wege der Vererbung kam die Burg an die von Keverberg. Nach einem Wiederaufbau wurde das Anwesen 1755 durch ein Erdbeben beschädigt. Im 19. Jahrhundert wechselte die Burg mehrmals den bürgerlichen Besitzer.
Die Burg erscheint heute als großer Gutshof. Die Gräben führen zur Straßenseite hin noch Wasser.
Die Wirtschaftsgebäude der ehemals zweiteiligen Wasserburg sind Neubauten vom Ende des 19. Jahrhunderts. Die Scheune ist zur Hälfte in die ursprüngliche Grabenzone hineingebaut. Der heutige zweigeschossige Bau auf hohem Sockelgeschoss wirkt noch burgartig repräsentativ. Das herrschaftliche Portal mit Treppe und Brücke, die klare Achsenteilung und das hohe Walmdach sollen eindeutig an die adlige Vergangenheit erinnern.